# Hiraea villosa
Hiraea villosa är en tvåhjärtbladig växtart som beskrevs av Poeppig och Franz Josef Niedenzu. Hiraea villosa ingår i släktet Hiraea och familjen Malpighiaceae. Inga underarter finns listade i Catalogue of Life.